# Coloradoterritoriet
Coloradoterritoriet (engelska: Colorado Territory) var ett amerikanskt territorium under perioden 28 februari 1861-1 augusti 1876, då det omvandlades till den amerikanska delstaten Colorado. Det skapades efter Guldrushen i Pike's Peak.

## Huvudstäder
- Colorado City (1861–63)
- Golden City (1863–69)
- Denver City (1869–76)

### Fotnoter
1. ↑  ”Colorado” (på engelska). World Statesmen. http://www.worldstatesmen.org/US_states_A-D.html#Colorado. Läst 20 juli 2015.